# (16525) Shumarinaiko
(16525) Shumarinaiko est un astéroïde de la ceinture principale.

## Description
(16525) Shumarinaiko est un astéroïde de la ceinture principale. Il fut découvert le 14 février 1991 à Kitami par Kin Endate et Kazuro Watanabe. Il présente une orbite caractérisée par un demi-grand axe de 2,40 UA, une excentricité de 0,14 et une inclinaison de 2,4° par rapport à l'écliptique.

## Compléments